# Cheshire Phoenix
Los Cheshire Phoenix, es un equipo británico del baloncesto profesional con base en la ciudad de Chester, en Cheshire, Inglaterra. Antiguamente conocido como los Cheshire Jets, su pabellón local es el Cheshire Oaks Arena en Ellesmere Port, con capacidad para 1000 espectadores, y compiten en la BBL, la máxima competición del Reino Unido.  Los colores del equipo son el azul, el blanco y el naranja.

## Historia de la franquicia

### Orígenes
El equipo se formó de los restos del equipo de Ellesmere Port, los St Saviours en 1984. Fue llamado en un principio como sus patrocinadores 'Motocraft Centre Ellesmere Port'. Pero, tras la pérdida del patrocinador, se renombró por su cuenta como Ellesmere Port Jets.

### Entrada en la BBL
Los Jets fueron admitidos en la 2ª división de la NBL en 1986 y mostraron al mundo lo que estaba por llegar, aunque quedaron últimos de ese año con solo una victoria. Subiendo a la 17º plaza en 1987-88, tras esto, cambiaron su nombre a Cheshire Jets. Continuaron en la mitad de la tabla, hasta 1991 cuando consiguieron el título de la división a pesar de haber sufrido cinco derrotas. El mismo año, los Jets entraron en la BBL uniéndose entonces a los equipos de élite del baloncesto inglés. En cualquier caso, el pabellón de Ellesmere Port se convirtió en inadecuado, y por eso en 1993 los Jets mudaron su sede a Chester, al pabellón Northgate Arena. Esta mudanza se reflejó en un cambio de nombre que dejaría el mismo nombre que tuvieron hasta fechas recientes los Chester Jets.
El cambio para los Jets llegó en 1996, cuando la aplicación del sistema de traspasos Bosman al baloncesto, dio como resultado la marcha de muchos jugadores ingleses, y la Liga de baloncesto de Gran Bretaña cambió su reglaje, y permitió la contratación de hasta cinco jugadores no ingleses.

### Victorias del Milenio
Los fichajes transatlánticos inteligentes llevados a cabo por el entrenador, y copropietario Mike Burton hicieron un equipo competitivo, que finalizó la liga de 1997 quinto en la tabla. Se ha mantenido el equipo muy competitivo desde entonces, con sus mejores logros en 2002 (Campeones de la conferencia norte) y 2003 (3º en la liga reunificada), y una cadena de éxitos en el trofeo de la BBL (4 veces campeones, de 2001 a 2004), culminando con el campeonato de liga en 2005.

### Futuro en duda
El 7 de abril, de 2007, antes del final de temporada de los Jets y en casa de los Guildford Heat, con la derrota infligida por estos de 81-102, el copropietario del club y entrenador Mike Burton anunció formalmente que se retiraría de la franquicia al final de la Liga de baloncesto de Gran Bretaña 2006-07. El anuncio de Burton, tras 19 años al mando, provocó serias dudas sobre el futuro del club, con deudas crecientes y carencia de apoyo financiero. Poco después del anuncio, un grupo de aficionados formó un comité para ayudar salvar  el club, concertando varias reuniones y recaudando fondos, la dedicación y el compromiso públicamente recibieron el apoyo de jugadores incluyendo la leyenda de los Jets James Hamilton. Con firma de un contrato con un patrocinador, firmado en el verano de 2007 con la firma local BiG Storage para salvar el club y preservar su futuro, los Jets fueron renombrados como los Cheshire Jets para cubrir una mayor área demográfica correspondiente al condado de Cheshire.
En noviembre del 2012 el club entra en un caos total cuando el propietario del equipo asegura la cancelación del contrato de los jugadores de la plantilla. Por este motivo la Liga de baloncesto de Gran Bretaña amenaza con la expulsión de los Cheshire Jets después de disputar 7 partidos. Finalmente en un mes se recuada £50.000 libras gracias a patrocinadores locales, salvando nuevamente la situación económica del equipo y renombrándolo como Cheshire Phoenix.
En enero de 2018 conquista la copa inglesa, la conocida como National Cup.

## Estadios locales
Ellesmere Port Leisure Centre (1984-1993)
Northgate Arena (1993-2015)
Cheshire Oaks Arena (2015-actualidad)

## Registro por temporadas
| Temporada           | Div. | Pos. | Pld. | G  | P  | Pts. | Play Offs        | Trofeo           | Copa             |
| ------------------- | ---- | ---- | ---- | -- | -- | ---- | ---------------- | ---------------- | ---------------- |
| Ellesmere Port Jets |      |      |      |    |    |      |                  |                  |                  |
| 1986-1987           | BBL  | 10º  | 18   | 1  | 17 | 2    | NSC              | NSC              | 1º Ronda         |
| 1987-1988           | BBL  | 7º   | 18   | 7  | 11 | 14   | NSC              | NSC              | 2º Ronda         |
| Cheshire Jets       |      |      |      |    |    |      |                  |                  |                  |
| 1988-1989           | BBL  | 8º   | 20   | 6  | 14 | 12   | NSC              | NSC              | 2º Ronda         |
| 1989-1990           | BBL  | 6º   | 22   | 10 | 12 | 20   | Cuartos de final | NSC              | 1º Ronda         |
| 1990-1991           | BBL  | 1º   | 22   | 17 | 5  | 34   | Cuartos de final | NSC              | Cuartos de final |
| 1991-1992           | BBL  | 11º  | 30   | 2  | 28 | 4    | NSC              | 1º Ronda         | 3º Ronda         |
| 1992-1993           | BBL  | 10º  | 33   | 10 | 23 | 20   | NSC              | 1º Ronda         | Cuartos de final |
| Chester Jets        |      |      |      |    |    |      |                  |                  |                  |
| 1993-1994           | BBL  | 11º  | 36   | 11 | 25 | 22   | NSC              | 1º Ronda         | Cuartos de final |
| 1994-1995           | BBL  | 12º  | 36   | 6  | 30 | 12   | NSC              | 1º Ronda         | Cuartos de final |
| 1995-1996           | BBL  | 12º  | 36   | 8  | 28 | 16   | NSC              | Cuartos de final | 4º Ronda         |
| 1996-1997           | BBL  | 5º   | 36   | 24 | 12 | 48   | Semifinal        | Subcampeón       | 4º Ronda         |
| 1997-1998           | BBL  | 10º  | 36   | 15 | 21 | 30   | NSC              | 1º Ronda         | 4º Ronda         |
| 1998-1999           | BBL  | 11º  | 36   | 10 | 26 | 20   | NSC              | Cuartos de final | Cuartos de final |
| 1999-2000           | BBL  | 4º   | 36   | 17 | 19 | 34   | Cuartos de final | Cuartos de final | 1º Ronda         |
| 2000-2001           | BBL  | 2º   | 36   | 25 | 11 | 50   | Cuartos de final | Ganadores        | 1º Ronda         |
| 2001-2002           | BBL  | 1º   | 32   | 24 | 8  | 48   | Ganadores        | Ganadores        | Ganadores        |
| 2002-2003           | BBL  | 3º   | 40   | 28 | 12 | 56   | Cuartos de final | Ganadores        | Subcampeón       |
| 2003-2004           | BBL  | 5º   | 36   | 22 | 14 | 44   | Subcampeón       | Ganadores        | 1º Ronda         |
| 2004-2005           | BBL  | 1º   | 40   | 32 | 8  | 64   | Subcampeón       | Semifinal        | Semifinal        |
| 2005-2006           | BBL  | 7º   | 40   | 17 | 32 | 34   | Cuartos de final | 1º Ronda         | Semifinal        |
| 2006-2007           | BBL  | 9º   | 36   | 10 | 26 | 20   | NSC              | Cuartos de final | 1º Ronda         |
| Cheshire Jets       |      |      |      |    |    |      |                  |                  |                  |
| 2007-2008           | BBL  | 11º  | 33   | 9  | 24 | 18   | NSC              | Semi- final      | 1º Ronda         |
| 2008-2009           | BBL  |      |      |    |    |      | Cuartos de final | Cuartos de final | 1º Ronda         |
| 2009-2010           | BBL  | 4º   | 36   | 22 | 14 | 44   | Cuartos de final | Subcampeón       | Subcampeón       |
| 2010-2011           | BBL  | 4º   | 33   | 20 | 13 | 40   | Semifinal        | Cuartos de final | 1º Ronda         |
| 2011-2012           | BBL  | 6º   | 30   | 13 | 17 | 26   | Semifinal        | Cuartos de final | 1º Ronda         |
| Cheshire Phoenix    |      |      |      |    |    |      |                  |                  |                  |
| 2012-2013           | BBL  | 11º  | 33   | 10 | 23 | 20   | NSC              | Semifinal        | 1º Ronda         |
| 2013–2014           | BBL  | 5º   | 33   | 18 | 15 | 36   | Cuartos de final | Semifinal        | 1º Ronda         |
| 2014–2015           | BBL  | 4º   | 36   | 26 | 10 | 52   | Semifinal        | 1º Ronda         | Cuartos de final |
| 2015–2016           | BBL  | 7º   | 33   | 16 | 17 | 32   | Semifinal        | Cuartos de final | Semifinal        |
| 2016–2017           | BBL  | 10º  | 33   | 11 | 22 | 22   | NSC              | Semifinal        | Cuartos de final |
| 2017–2018           | BBL  | 9º   | 33   | 15 | 18 | 30   | NSC              | Cuartos de final | Ganadores        |
| 2018–2019           | BBL  | 7º   | 33   | 17 | 16 | 34   | NSC              | Cuartos de final | Cuartos de final |

Notas:
- En el lapso de 1999-2002 la BBL funcionó con un sistema basado en las conferencias. Los Chester participaron en la Conferencia Norte.
- NSC denota No Se Clasificó.

## Palmarés

### Ligas
- NBL Division One Winners: 1990/91 1
- BBL Championship Winners: 2001/02, & 2004/05 2
- BBL Championship Runners Up: 2000/01 1

### Playoffs
- BBL Championship Play Off Winners: 2001/02 1
- BBL Championship Play Off Runners Up: 2003/04, & 2004/05 2

### Trofeo
- BBL Trophy Winners: 2000/01, 2001/02, 2002/03, 2003/04 4
- BBL Trophy Runners Up: 1996/97, 2009/10  2

### Copa
- BBL Cup Winners: 2017/18 1
- BBL Cup Runners Up: 2009/10 1
- National Cup Winners: 2001/02 1
- National Cup Runners Up: 2000/01 1

### Plantilla actual
Los números está colocados connforme la web oficial del equipo(www.cheshirephoenix.co.uk) y la Liga de baloncesto de Gran Bretaña (www.bbl.org.uk).
| 4  | Bandera de Estados Unidos | Reggie Middleton  | Base      |
| 8  | Bandera de Letonia        | Richard Rozinsh   | Ala-Pívot |
| 9  | Bandera del Reino Unido   | Devan Bailey      | Escolta   |
| 12 | Bandera del Reino Unido   | Jordan Smith      | Escolta   |
| 13 | Bandera de Gales          | Alan Duppa        | Pívot     |
| 15 | Bandera de Estados Unidos | Victor Moses      | Ala-Pívot |
| 20 | Bandera del Reino Unido   | Sam Lavery        | Base      |
| 21 | Bandera de Estados Unidos | Dominique Coleman | Alero     |
| 33 | Bandera del Reino Unido   | Daniel Miller     | Alero     |
| 55 | Bandera de Lituania       | Donatas Visockis  | Pívot     |
|    |                           |                   |           |

### Antiguos jugadores dignos de mención
- Pero Cameron
- Todd Cauthorn
- Correy Childs
- Greg Francis
- Dave Gardner
- Kenny Gregory
- Delme Herriman
- John McCord
- Louis McCullough
- Loren Meyer
- Shawn Myers
- Tony Rampton
- John Simpson
- Billy Singleton
- Alto Virgil
- TJ Walker
- McCullough, O'Louis

### Números retirados
- 11 Dave Gardner, C, 1990-1995, 1997-1998 y 1999-2003